# Raquel Gutiérrez Sebastián
Raquel Gutiérrez Sebastián (Santander) es una profesora española, Catedrática de Didáctica de la Lengua y la Literatura del Departamento de Filología de la Universidad de Cantabria.

## Biografía
Nació en Santander. Estudió Filología hispánica en la Universidad de Valladolid. Profesora de Piano por el Conservatorio Jesús de Monasterio de Santander. Profesora agregada de Bachillerato de la especialidad de Lengua y Literatura por oposición desde 1990, se doctoró en Filología por la Universidad de Santiago de Compostela con una tesis sobre José María de Pereda. Especialista en español como lengua extranjera por la UIMP.
Impartió clases en el Instituto Lucus Augusti de Lugo y en el Instituto de Monterroso en Lugo. Posteriormente desempeñó su labor docente en los IES de El Astillero en Cantabria y en el IES Alberto Pico de Santander. Fue profesora del Centro asociado de la UNED de Cantabria y docente de Teoría literaria y artística en el Grado de Estudios hispánicos del Centro Internacional de Estudios Superiores del Español (CIESE Comillas). Profesora titular de Didáctica de la Lengua y la Literatura de la Universidad de Cantabria desde mayo de 2011.Catedrática de Didáctica de la Lengua y la Literatura de la Universidad de Cantabria desde mayo de 2024.  
Vicepresidenta de la Sociedad Menéndez Pelayo de Santander y creadora del Instituto Cántabro de Estudios e Investigaciones Literarias del siglo XIX (ICEL19) y directora del Portal de Literatura con ilustraciones del siglo XIX de la Biblioteca Virtual Miguel de Cervantes. Es miembro del Centro de Estudios Montañeses.En 2020 fue galardonada con el Premio de investigación "Isabel Torres" de la Universidad de Cantabria. 
Como investigadora, su labor se ha centrado en el estudio de la literatura del siglo XIX, especialmente en la obra de José María de Pereda, los grandes narradores de la Restauración, algunos escritores románticos (Patricio de la Escosura, Juan Martínez Villergas) y autores y autoras del siglo XX, como Ana María Matute, Consuelo Berges o Gonzalo Torrente Ballester. Es autora de siete monografías, más de medio centenar de artículos en revistas científicas de impacto, y más de cien capítulos en monografías colectivas. 
Directora de la revista Boletín de la Biblioteca de Menéndez Pelayo de Santander.

## Obras
- Entre el costumbrismo y la novela regional: El sabor de la tierruca de José María de Pereda. Santander. UNED/Cantabria. 2000.
- El reducto costumbrista como eje vertebrador de la primera narrativa de Pereda (1876-1882). 2002. Pronillo. Ayuntamiento de Santander. ISBN 84-86993-59-8[7]
- Siete rutas literarias por Cantabria (Raquel Gutiérrez Sebastián, Javier López Gutiérrez, Isabel Fernández González) Santander, Consejería de Educación del Gobierno de Cantabria. 2006.
- Nuevas rutas literarias por Cantabria (Raquel Gutiérrez Sebastián, Javier López Gutiérrez, Isabel Fernández González) Santander, Consejería de Educación del Gobierno de Cantabria. 2007.
- Manual de Literatura Infantil y Educación Literaria. Universidad de Cantabria. 2016.[8]
- Consuelo Berges, el rastro oculto de una voz libertaria, Granada, Comares. 2021 (Premio de investigación Isabel Torres de la Universidad de Cantabria).
- En los albores de la novela rural. El sabor de la tierruca de José María de Pereda. Vigo. Academia del Hispanismo. 2021.
- Patricio de la Escosura (1807-1878). Armas, política y letras de un romántico español. Valencia. Tirant lo Blanch. 2021.
- «Formación literaria de los maestros de Cantabria en el álbum ilustrado, 2020.». Lectura y dificultades lectoras en el siglo XXI. Octaedro. ISBN 978-84-18348-54-9.[9]

## Premios y reconocimientos
Mejor coedición universitaria española de 2020 (Premio otorgado por la Asociación de Editoriales Universitarias españolas) por la obra Historia de la Literatura española ilustrada del siglo XIX (coeditada junto con José María Ferri Coll y Borja Rodríguez Gutiérrez), publicada por la Universidad de Cantabria y la de Santiago de Compostela (2019).
Premio de investigación Isabel Torres de la Universidad de Cantabria (2020).